# Malattia da decompressione
La malattia da decompressione (acronimo MDD) è una patologia da decompressione derivante dalla formazione di bolle all'interno del circolo ematico o dei tessuti ed è provocata dalla mancata eliminazione di gas inerti (azoto). La malattia può verificarsi in seguito ad un'immersione subacquea, oppure all'esposizione a pressioni elevate o anche in seguito alla rapida perdita di pressione nella cabina di un velivolo.
In soggetti predisposti, la malattia da decompressione può insorgere anche dopo un'immersione effettuata entro la cosiddetta curva di sicurezza (un rapporto tra profondità e tempi di immersione che non consentono un accumulo eccessivo di azoto nell'organismo) oppure nonostante il rigoroso rispetto delle soste di decompressione (soste stabilite a determinate quote in base al superamento di determinate profondità e tempi di immersione per smaltire accumuli eccessivi di azoto). Questo accade perché i fattori che possono provocare un eccessivo assorbimento - o un insufficiente smaltimento - dei gas inerti sono diversi e dipendono sia dalle condizioni fisiche del subacqueo e dal suo allenamento, sia dall'ambiente esterno (ad es. stress ed affaticamento del subacqueo in immersione e/o temperatura rigida dell'acqua).
Ogni evento di MDD richiede un trattamento di ricompressione di tipo diverso a seconda della gravità dei sintomi e del tipo di MDD.

## Storia
La malattia da decompressione, agli inizi del Novecento era denominata malattia dei cassoni, questo perché numerosi erano gli incidenti da decompressione a cui andavano incontro gli operai che operavano nella fondazione di moli od altre opere subacquee avvalendosi per l'appunto dei cassoni pneumatici; una sorta di enormi contenitori metallici o in cemento armato di solito a forma di cubo, aperti nel lato inferiore (tipo la campana subacquea), dotati di un cilindro con scala interna denominato camino che permette l'entrata e l'uscita del personale operativo ed il passaggio dei materiali di costruzione nel cassone stesso e di una camera di equilibrio. Questo viene calato sul fondo (mare, lago, fiume ecc.) e riempito con aria compressa, la quale espellendo l'acqua in esso contenuta, permette agli operai di scendere attraverso il camino nel cassone e svolgere i vari lavori all'asciutto sul fondo. Si può quindi facilmente capire come il personale operativo sia soggetto in ugual misura al palombaro o ad un subacqueo con ARA alle stesse leggi fisiche dei gas (Legge di Boyle-Mariotte, Legge di Henry e Legge di Dalton).

## Patogenesi
I reali meccanismi di formazione, accrescimento e distribuzione delle microbolle sono ancora allo studio: periodicamente il Divers Alert Network (rete mondiale di medici specializzati in medicina subacquea) compie degli studi in camera iperbarica su subacquei volontari al fine di avere una casistica sempre più ampia e poter definire meglio i fenomeni alla base della MDD. Ecco perché tutti i subacquei devono avere bene in mente che si trovano lo stesso a rischio di MDD (un rischio minimo, ma presente), anche se si sentono in perfetta salute, praticano un'immersione in curva di sicurezza e rispettano tutte le norme.
Sono necessarie due premesse, prima di poter illustrare il concetto
1. a causa della vorticosità del flusso ematico, della presenza di ostacoli al flusso e altri fattori, nel sangue di chiunque si formano sempre delle microbolle, che si dissolvono in pochissimo tempo senza possibilità alcuna di creare il benché minimo danno, comunque
2. gli studi al riguardo sono relativamente recenti e sono molto complessi, dato che tengono in conto un numero incredibile di variabili, tra cui età, sesso, costituzione fisica, idratazione, patologie ignote al soggetto del test, temperatura, stress, attività fisica svolta...

Innanzitutto bisogna capire bene i concetti di "perfusione" di un organo o di un distretto corporeo e di "diffusione" di un gas all'interno dei vari tessuti corporei.
Per "perfusione" si intende la quantità di sangue che irrora l'organo: il fegato è molto più perfuso del tessuto adiposo, per fare un esempio.
Per "diffusione" si intende la facilità di un gas (nel caso dell'MDD, si parla di azoto) ad essere assorbito (saturazione) e successivamente eliminato (desaturazione) da un distretto.
Si possono quindi avere tessuti altamente perfusi e in cui l'azoto diffonde molto velocemente ("tessuti rapidi", tipo il sangue), o all'estremo opposto tessuti scarsamente perfusi in cui però l'azoto diffonde molto bene ("tessuti molto lenti",ad esempio, cartilagini e grasso).
Durante un'immersione, aumentando la profondità il subacqueo vede aumentare la pressione esterna (circa 1 atm ogni 10 metri di profondità). In tal modo aumenta anche la pressione parziale di azoto che sta respirando, in virtù della legge di Dalton. Aumentando la pressione parziale, l'azoto diffonde con gran facilità nei vari tessuti. Il problema sta nel rilascio di azoto durante la risalita dei tessuti lenti. Il sangue si trova sempre in una condizione di sovrasaturazione, dato che deve smaltire l'azoto che i vari tessuti stanno cedendo, ognuno alla sua velocità, ed è più probabile che si formino delle bolle che aumentino di dimensione. Tuttavia normalmente ciò non è un problema, in quanto il sangue venoso viene mandato direttamente ai polmoni e quindi eventuali bolle di azoto si bloccano all'altezza dei capillari polmonari, dove si possono sciogliere con calma (non danneggiano il polmone, dato che il polmone viene "nutrito" dall'arteria bronchiale e non dall'arteria polmonare)
Tuttavia, in presenza di un elevato numero di bolle di cospicua entità o di difetti circolatori (potenzialmente non noti al subacqueo), le bolle sono in grado di passare oltre il filtro dei capillari polmonari e tornare al cuore, fermandosi poi nei capillari dei vari organi, provocando danni all'organo interessato.
A questi fattori bisogna sommare tutti gli altri: 
- attività fisica (aumenta la perfusione dei muscoli) - temperatura (aumenta la perfusione periferica e col freddo intenso aumenta la frequenza respiratoria)
- idratazione (da studi recenti sembra che un sangue più fluido tenda a formare meno bolle)
- stress (le emozioni possono alterare la perfusione e la frequenza respiratoria)....

## Sintomi e forme
I sintomi della MDD sono variabili a seconda del tipo di tessuto colpito; talvolta sono talmente lievi da rendere l'individuazione della MDD difficoltosa ad un'analisi superficiale.
A seconda della gravità dell'evento e allo scopo della corretta individuazione del tipo di intervento di ricompressione da effettuare, si distingue fra una forma più lieve detta MDD di primo tipo e una forma più grave detta MDD di secondo tipo.

### MDD di primo tipo (forma lieve)
I sintomi di una MDD di primo tipo possono essere:
- Febbre alta, presenza di prurito, tumefazioni simili all'orticaria e arrossamenti. I sintomi di tipo cutaneo spariscono con il tempo e non richiedono solitamente interventi di ricompressione; va però prestata particolare attenzione in presenza di chiazze bluastre (cosiddetta cutis marmorata), che possono precedere manifestazioni di MDD di secondo tipo.
- ostearticolari: il sintomo più diffuso è dolore articolare sordo, persistente, intenso e circoscritto, solitamente a carico delle articolazioni degli arti - ossia ginocchia, gomiti, caviglie e polsi - e delle articolazioni della mano. Il dolore inizia gradualmente e può aumentare muovendo l'articolazione coinvolta; per contro non si riduce immobilizzandola. Va prestata attenzione in caso di dolore intenso in area toracica, addominale, al bacino o alle spalle in quanto può essere sintomo di un coinvolgimento midollare e richiedere un trattamento per MDD di secondo tipo.
- linfatici: derivanti dall'ostruzione dei vasi linfatici e manifestantisi sotto forma di tumefazioni o rigonfiamenti nel sottocutaneo, in corrispondenza dei linfonodi o dei tessuti attraversati dai vasi stessi. Il rigonfiamento può persistere anche dopo un eventuale trattamento di ricompressione.

CURA - Sospensione delle immersioni per un lungo periodo

### MDD di secondo tipo (forma grave)
I sintomi della forma più grave di MDD sono di tipo:
- neurologico: derivanti dalla presenza di bolle nel cervello o nel midollo spinale. Di norma qualunque manifestazione di tipo neurologico, compreso un eventuale senso di spossatezza sproporzionato al tipo di sforzo affrontato nell'immersione, deve far presumere la possibile insorgenza di una MDD di secondo tipo e deve pertanto essere trattato come tale. Nello specifico, i sintomi neurologici possono riguardare:
  - cervello: i sintomi sono diversi a seconda dell'area del cervello coinvolta; si va da disturbi della visione, difficoltà motorie, difficoltà nella parola, paralisi di metà del corpo fino alla morte nel caso in cui le bolle coinvolgano il tronco encefalico. I danni possono essere permanenti.
  - midollo spinale: anche in questo caso i sintomi sono diversi a seconda del tratto di midollo coinvolto; si possono avere formicolio o insensibilità nelle gambe, paraplegia, tetraplegia o altri sintomi intermedi. Anche in questo caso i danni possono essere permanenti.
- polmonari: la produzione cospicua di bolle intravascolari può provocare una congestione dei capillari polmonari e quindi la riduzione dello scambio gassoso. I sintomi sono dolore al torace che si intensifica inspirando, difficoltà respiratorie e/o aumento della frequenza respiratoria e tosse stizzosa (chiamata chokes). Può aversi drastico peggioramento delle condizioni fino al collasso respiratorio, perdita di conoscenza e morte.
- a carico dell'orecchio interno: la MDD è provocata dalla formazione di bolle nell'endolinfa; i sintomi sono violente vertigini, nausea e vomito, perdita di equilibrio, difficoltà uditive, acufeni. La comparsa dei sintomi è spesso tardiva (24/36 ore dall'immersione).

## Prevenzione e cura
L'immersione conservativa da parte dei subacquei dovrebbe essere effettuata utilizzando le tabelle di decompressione rispettando i tempi indicati o, nel caso si utilizzi un computer subacqueo, prestando attenzione a non avvicinarsi mai troppo ai limiti di non-decompressione, soprattutto nel caso l'immersione si sia estesa oltre i 30 metri di profondità. Sforzi continuati o improvvisi durante l'immersione, così come dopo l'emersione, situazioni di stress, acqua particolarmente fredda, aumentano il rischio di una MDD.
Per quanto riguarda la cura, l'unico metodo è la somministrazione immediata di ossigeno puro (idealmente bisognerebbe far respirare proprio il 100% di pO2 alla vittima), da continuare fino all'arrivo in ospedale o comunque il più a lungo possibile e l'uso della camera iperbarica, poiché tramite la ricompressione le bolle di gas presenti nei vasi sanguigni si risaturano, e successivamente con l'uso di specifiche tabelle decompressive terapeutiche con successive tappe a pressioni inferiori i gas vengono desaturati. Per la particolare complessità e relativi rischi, di norma bisogna sempre affidarsi ad un centro iperbarico gestito da tecnici e medici anestesisti.